# 桑克蒂-斯皮里图斯
桑克蒂-斯皮里图斯，是西班牙埃斯特雷马杜拉巴达霍斯省的一个市镇。总面积34平方公里，总人口274人（2001年），人口密度8人/平方公里。